# Jungermannia sphaerocarpa
Jungermannia sphaerocarpa là một loài rêu tản trong họ Jungermanniaceae. Loài này được Hook. miêu tả khoa học lần đầu tiên năm 1815.